# Alexis Raich
Alexis „Ali“ Nicole Raich (* 10. Dezember 1994 im Los Angeles County, Kalifornien) ist eine US-amerikanische Schauspielerin und ehemalige Kinderdarstellerin.

## Leben
Raich wurde am 10. Dezember 1994 im kalifornischen Los Angeles County als Tochter von Lisa Kersey Raich und Michael Raich geboren. Sie hat zwei jüngere Schwestern und ist jüdischer Abstammung. Sie erwarb ihren Bachelor of Arts Abschluss im Kreativen Schreiben an der California State University, Northridge und besuchte das Moorpark Community College und vertiefte ihre Schauspielkenntnisse durch mehrere Kurse.
2004 debütierte sie im Film Cinderella Story und in einer Episode der Fernsehserie Polizeibericht Los Angeles als Schauspielerin. Es folgten in den nächsten Jahren unregelmäßige Besetzungen als Episodendarstellerin unter anderen in den US-amerikanischen Fernsehserien Charmed – Zauberhafte Hexen, Medium – Nichts bleibt verborgen, Chuck, Fringe – Grenzfälle des FBI und Rizzoli & Isles. 2014 verkörperte sie die weibliche Hauptrolle der Helen Olsen im Film Helen Alone. Im selben Jahr stellte sie die größere Rolle der Lexi im Film Mercenaries dar und wirkte in einer Episode der Fernsehserie Criminal Minds mit. 2021 spielte sie sowohl in einer Episode der Fernsehserie Seattle Firefighters – Die jungen Helden als auch in einer Episode der Fernsehserie Grey’s Anatomy die Rolle der Tara Brown.

## Filmografie (Auswahl)
- 2004: Cinderella Story (A Cinderella Story)
- 2004: Polizeibericht Los Angeles (L.A. Dragnet, Fernsehserie, Episode 2x09)
- 2006: Charmed – Zauberhafte Hexen (Charmed, Fernsehserie, Episode 8x22)
- 2006: Slings and Arrows (Fernsehserie, Episode 3x02)
- 2007: Walking Out on Love (Kurzfilm)
- 2007: Liebe wagt neue Wege (Love’s Unfolding Dream)
- 2008: Medium – Nichts bleibt verborgen (Medium, Fernsehserie, Episode 4x04)
- 2009: Chuck (Fernsehserie, Episode 2x14)
- 2009: Duress
- 2012: Fringe – Grenzfälle des FBI (Fringe, Fernsehserie, Episode 4x10)
- 2013: Rizzoli & Isles (Fernsehserie, Episode 4x07)
- 2014: Helen Alone
- 2014: Mercenaries
- 2014: Criminal Minds (Fernsehserie, Episode 10x09)
- 2015: Super Man! Two Words! (Fernsehserie, Episode 1x03)
- 2016: Thanks (Kurzfilm)
- 2017: The Shadows (Kurzfilm)
- 2019: Low Low
- 2021: Seattle Firefighters – Die jungen Helden (Station 19, Fernsehserie, Episode 5x01)
- 2021: Grey’s Anatomy (Fernsehserie, Episode 18x01)